# Stadhuis Gouda

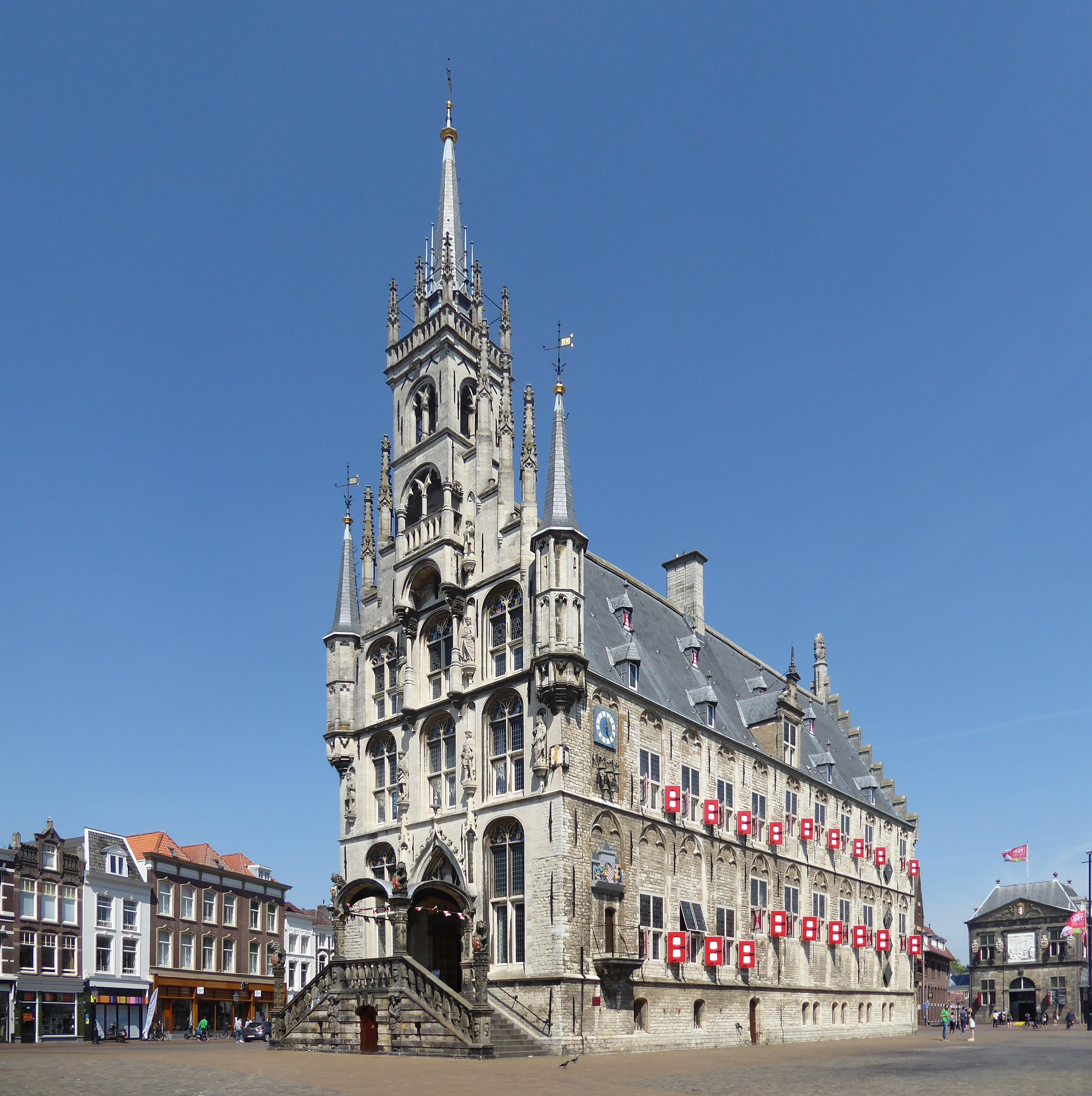
Stadhuis Gouda, Ansicht von Südwesten

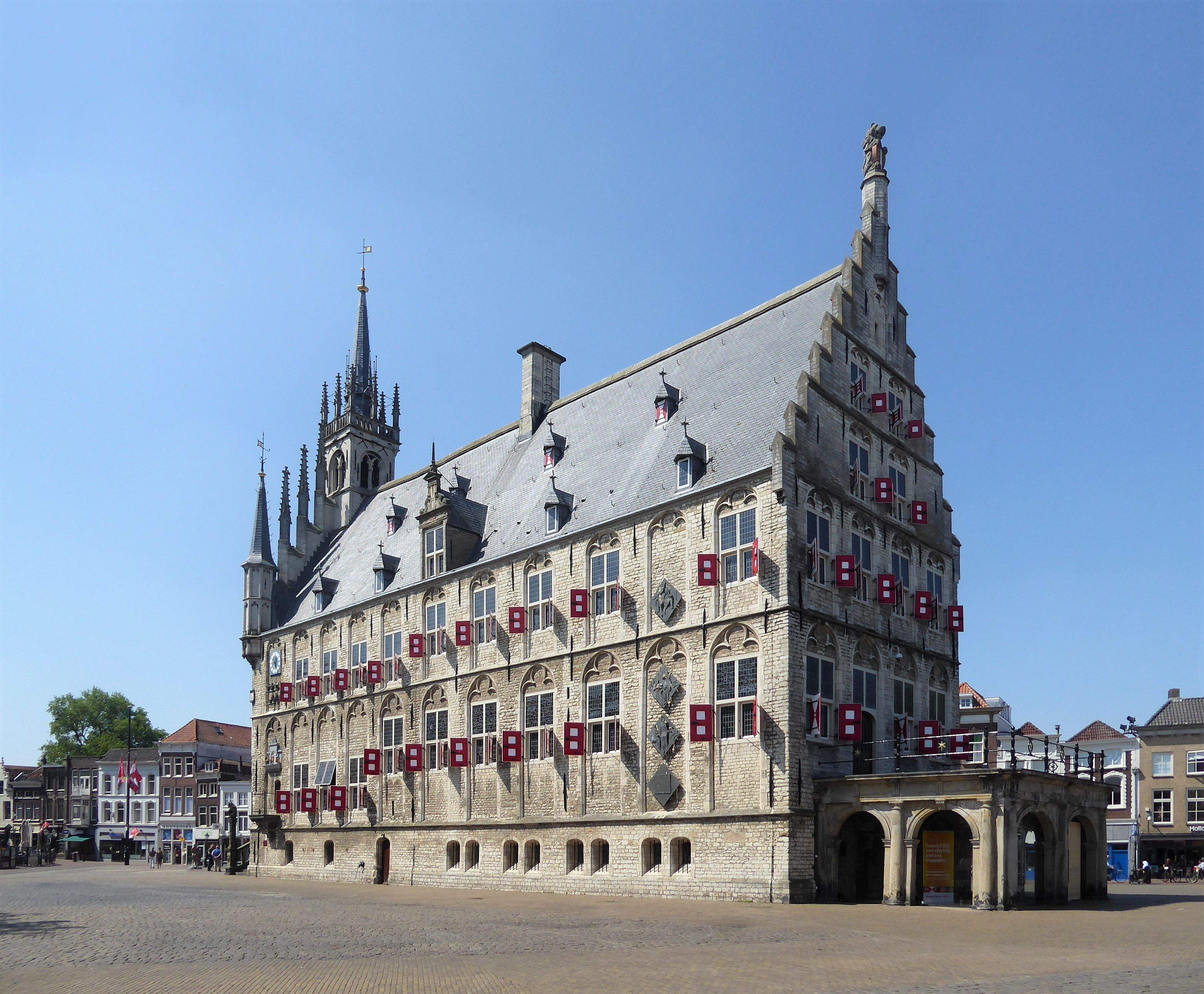
Ansicht von Osten

Das Stadhuis ist das ehemalige Rathaus von Gouda in der niederländischen Provinz Südholland. Es befindet sich zentral auf der Mitte des Marktplatzes und ist als Rijksmonument eingestuft.

## Beschreibung
Das Rathaus wurde zwischen 1448 und 1459 in der Mitte des Marktes unter der Leitung des Stadtmaurers Wouter Vroesen erbaut. Der langgestreckte spätgotische Bau aus Natursteinen hat an den kurzen Seiten hohe Treppengiebel. Die Steinmetzarbeiten wurden durch Jan Keldermans ausgeführt. Die Vorderfassade ist reich mit Türmchen und Zinnen verziert und wird von einem durchbrochenen Giebelturm gekrönt, der wie die Erkertürmchen eine hohe Spitze hat. Im Turm hängt eine von Peter Waghevens 1509 gegossene Uhr. Die Naturstein-Kreuzfenster in der Vorderfassade und die Holz-Kreuzfenster in den Rück- und Seitenfassaden sind in Korbbogennischen eingelassen. Die manieristische Plattform vor dem Haupteingang wurde 1603 von Gregorius Cool entworfen. Die beiden Dachjoche stammen von 1626, das westlich erneuert 1748. Das Sandsteingerüst von 1697 an der hinteren Fassade mit Bögen und dorischen Halbsäulen ist Teil einer umfassenden Renovierung in den Jahren 1690/97, die unter der Leitung von Hendrik Gerritsz Schut mit Skulpturen von Jan Gijselingh de Jonge durchgeführt wurde. 1880 führte L. Burgersdijk eine größere Restaurierung durch, bei der die Fassade in französischem Kalkstein erneuert wurde. Während einer großen Restaurierung in den Jahren 1947–1952 unter der Leitung von A. van der Steur und W.A.C. Herman de Groot wurde der Bauzustand von 1517 rekonstruiert, wobei die Schiebefenster aus dem 18. Jahrhundert durch Querfenster ersetzt wurden. In den Jahren 1961–62 wurden sechs Statuen historischer Persönlichkeiten und zwei trompetenblasende Engel, ausgeführt von Ph. ten Klooster, hinzugefügt. 1990/95 wurden weitere Wartungs- und Reparaturarbeiten durchgeführt.